# Tố Cơ
Tố Cơ (chữ Hán: 祖姬) là tên một nhân vật trong điển tích "kết thảo hàm hoàn" (结草衔环), nàng là tiểu thiếp của Ngụy Vũ Tử Ngụy Sưu.

## Tiểu sử
Bấy giờ gia đình họ Tố ở nước Tấn sinh được mỗi mụn con gái vừa đẹp lại vừa tài, Ngụy Sưu là danh tướng đương thời nghe tiếng sai người sắm đồ sính lễ đến Tố gia xin cưới về làm thiếp. Từ khi có được Tố Cơ thì Ngụy Sưu rất yêu mến và chiều chuộng nàng hết mức, ông có dặn dò hai con trai là Ngụy Khỏa và Ngụy Kỹ rằng nếu chẳng may ta có "da ngựa bọc thây" nơi chiến địa thì hãy đem nàng Tố Cơ gả vào gia đình tử tế để nàng có nơi chốn nương tựa lúc tuổi già. Nhưng Ngụy Sưu không chết ngoài mặt trận mà lại ốm liệt giường nằm tại nhà, trước lúc lâm chung ông bảo với 2 người con rằng hãy chôn sống nàng Tố Cơ theo để ta xuống âm phủ còn có người bầu bạn. Đối với người con gái lúc bấy giờ mà nói thì khi đã xuất giá thì số phận sẽ do nhà chồng quyết định mà chẳng thể có ý kiến gì được, còn Ngụy Khỏa sau khi an táng cha thì đợi đến đúng 3 năm mãn tang lập tức tìm người mai mối rồi gả nàng Tố Cơ cho một danh gia vọng tộc. Nàng Tố Cơ nhờ vậy mà thoát chết về sau cũng được hưởng an nhàn suốt quãng đời còn lại, khi Ngụy Kỹ thắc mắc tại sao anh không nghe lời cha thì Ngụy Khỏa giải thích rằng lời cha nói lúc còn khỏe mạnh mới là lời nói tự đáy lòng còn lúc hấp hối thần trí rối loạn làm sao mà chuẩn mực được.
Cha nàng Tố Cơ cảm kích trước hành động của Ngụy Khỏa nên đã hiển linh dùng những cây có kết lại cho vướng chân ngựa giúp đỡ 2 anh em họ Ngụy bắt sống đại tướng Đỗ Hồi của nước Tần, từ đó về sau trong văn chương cổ điển người ta thường dùng tích "kết thảo hàm hoàn" để nói đến sự nhớ ơn sâu sắc.